# 第35回ブルーリボン賞 (鉄道)

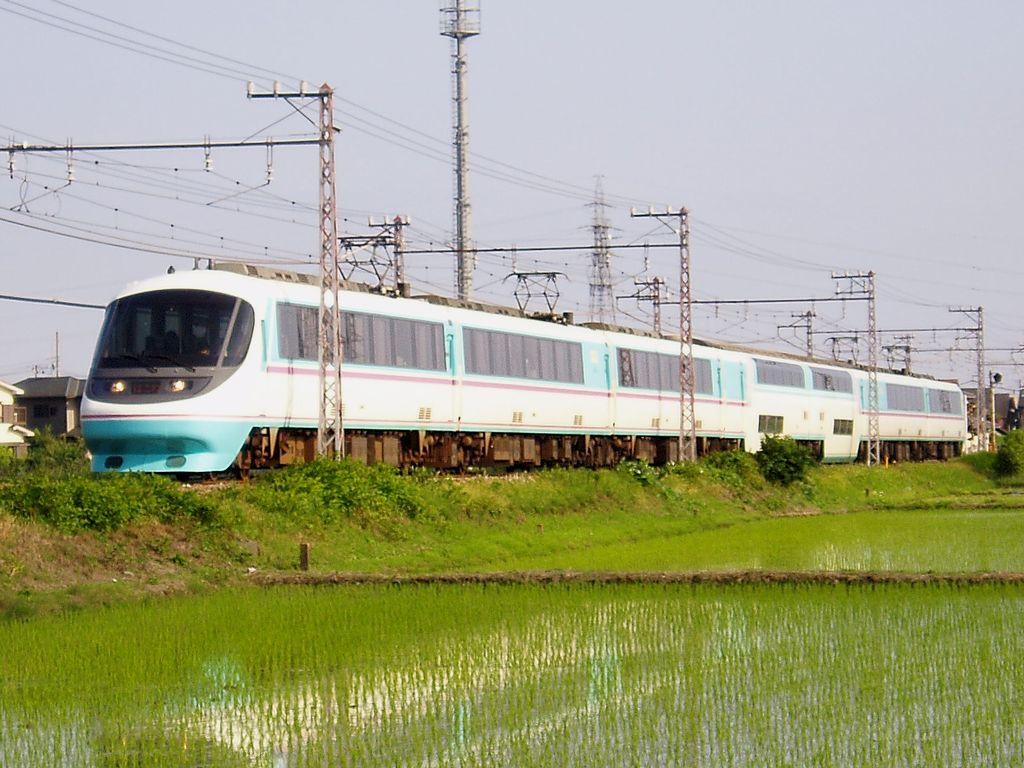
第35回ブルーリボン賞
小田急20000形電車

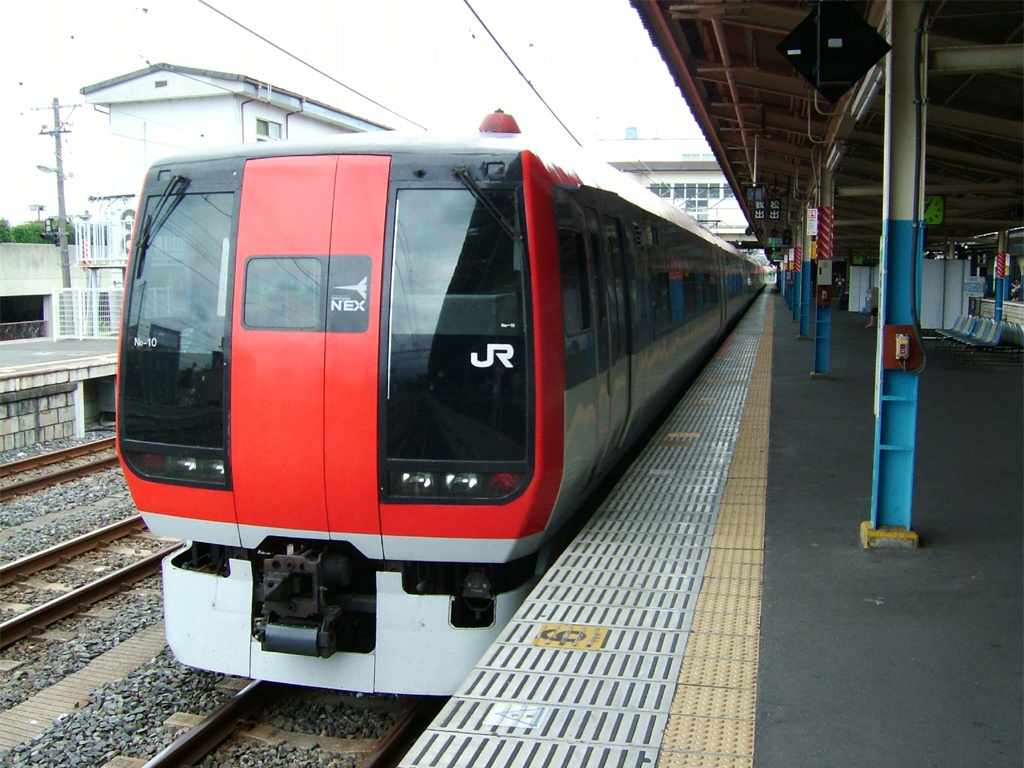
第32回ローレル賞
JR東日本253系電車

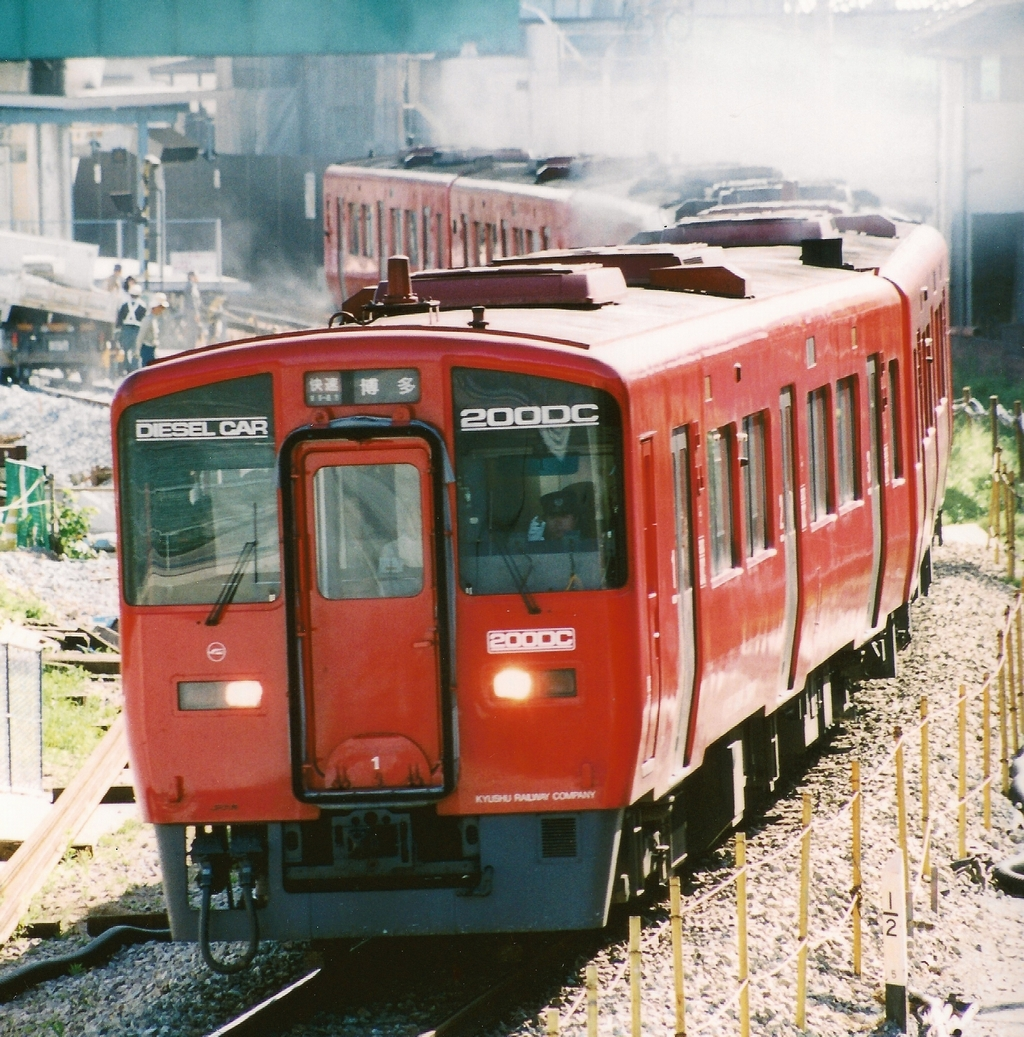
第32回ローレル賞
JR九州キハ200系気動車

第35回ブルーリボン賞（だい35かいブルーリボンしょう）は、1992年に鉄道友の会が選定したブルーリボン賞である。本項では、第32回ローレル賞（だい32かいローレルしょう）についても併せて記す。

## 概要
日本国内で使用する鉄道・軌道車両のうち、1991年1月1日から12月31日に日本国内で営業運転に就いた新形式車両またはそれとみなせる車両で、候補車両決定の時点で現に営業をしていることを概ねの要件とする選定候補車両40車種のなかから、ブルーリボン賞1形式、ローレル賞2形式が選定された。

## 選定車両

### ブルーリボン賞
- 小田急電鉄 20000形電車（RSE）
  - 有効投票数7320票のうち1894票により選定。

### ローレル賞
- 東日本旅客鉄道 253系電車
- 九州旅客鉄道 キハ200系気動車

## 候補車両
鉄道友の会ブルーリボン賞・ローレル賞選考委員会が候補車両とした40車種。
| 会社名             | 車両形式 |
| ------------------ | --- |
| 北海道旅客鉄道     | キサロハ182形550番台気動車 スハネフ14形500番台客車（気動車併結化改造） オハネ25形550・560番台客車 |
| 日立電鉄           | 2000形電車 |
| 北総開発鉄道       | 7300形電車 |
| 東日本旅客鉄道     | 248形新幹線電車 205系500番台電車 253系電車 クハ415形1900番台電車 485系電車「リゾートエクスプレスゆう」 719系5000番台電車 スロネ24形550番台客車・オハネ24形550番台客車 オロネ25形900番台客車・オハフ25形900番台客車・オシ25形900番台客車「夢空間」 オハ50形3000番台客車 |
| 東武鉄道           | 200系電車 |
| 京成電鉄           | 3700形電車 |
| 京王帝都電鉄       | 6000系20番台電車（5扉車） |
| 小田急電鉄         | 20000形電車 1500形電車（ワイドドア車） |
| 帝都高速度交通営団 | 05系電車「ワイドドア車 9000系電車 |
| 東京都交通局       | 5300形電車 12-000形電車 |
| 伊豆箱根鉄道       | 7000系電車 |
| 東海旅客鉄道       | 371系電車 |
| 名古屋鉄道         | 1200系電車・1800系電車 キハ8500形気動車 |
| 桃花台新交通       | 100系電車 |
| 富山地方鉄道       | 10030形電車 |
| 近江鉄道           | 220形電車 |
| 嵯峨野観光鉄道     | SK100形客車・SK200形客車 |
| 西日本旅客鉄道     | 207系電車 オロネ14形300番台客車・オハネ14形300番台客車 |
| 大阪市交通局       | 100系3次車電車 |
| 神戸電鉄           | 2000系電車 |
| 広島電鉄           | 3900形電車 |
| 九州旅客鉄道       | キハ200系気動車 オハネフ25形2000番台客車 |
| 高千穂鉄道         | TR-300形気動車 |
| 鹿児島市交通局     | 2110形電車 |